# One (Chicago Poodleのアルバム)
『one』（ワン）はChicago Poodleの1枚目のインディーズアルバム。

## 内容
杉岡秀則在籍最後の作品及び初のフルアルバム。「らせんブルース」はメンバー全員の作詞で、花沢耕太にとっては初の作詞作品である。

## 収録曲
1. 夢
作詞：山口教仁　作曲：花沢耕太　編曲：Chicago Poodle
2. Suddenly
作詞：原田直弥　作曲：花沢耕太　編曲：Chicago Poodle
3. Happy Birthday
作詞：杉岡秀則　作曲：花沢耕太　編曲：Chicago Poodle
4. one
作詞：山口教仁　作曲：花沢耕太　編曲：Chicago Poodle
5. sonomama
作詞：杉岡秀則　作曲：花沢耕太　編曲：Chicago Poodle
6. らせんブルース
作詞：Chicago Poodle　作曲：花沢耕太　編曲：Chicago Poodle
7. Wondering
作詞：辻本健司　作曲：花沢耕太　編曲：Chicago Poodle
8. HARD PAIN
作詞：山口教仁　作曲・編曲：花沢耕太
9. Tomorrow Land
作詞：杉岡秀則　作曲：花沢耕太　編曲：Chicago Poodle
10. 流星
作詞：辻本健司　作曲：花沢耕太　編曲：Chicago Poodle
11. one more time, I say "Love you"
作詞：山口教仁　作曲：花沢耕太　編曲：Chicago Poodle

## レコーディング参加
- 岡嶋直樹 - サックス(#1)
- 古賀和憲 - ギター(#8)
- RITCHIE CARVALLEY - パーカッション(#8)